# Kūhābād
Kūhābād (persiska: کوه آباد) är en ort i Iran.   Den ligger i provinsen Khorasan, i den östra delen av landet, 800 km öster om huvudstaden Teheran. Kūhābād ligger 1 174 meter över havet och antalet invånare är 852.
Terrängen runt Kūhābād är kuperad västerut, men österut är den platt. Runt Kūhābād är det glesbefolkat, med 13 invånare per kvadratkilometer. Närmaste större samhälle är Pasāveh, 11,8 km norr om Kūhābād. Omgivningarna runt Kūhābād är i huvudsak ett öppet busklandskap.